# St. Martin und Ägidius (Wald)

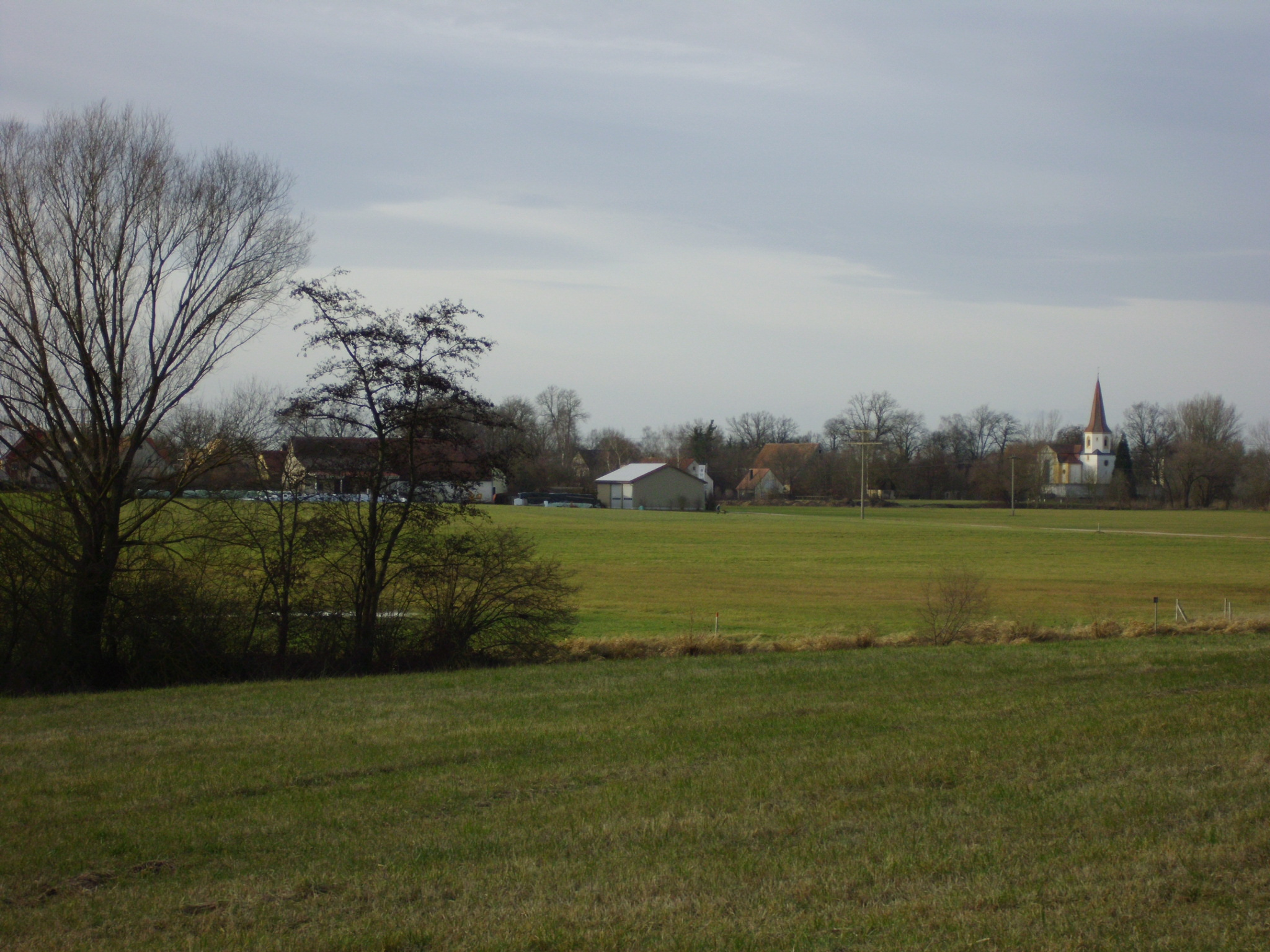
Die Kirche im Ort Wald, vom Altmühlsee her gesehen

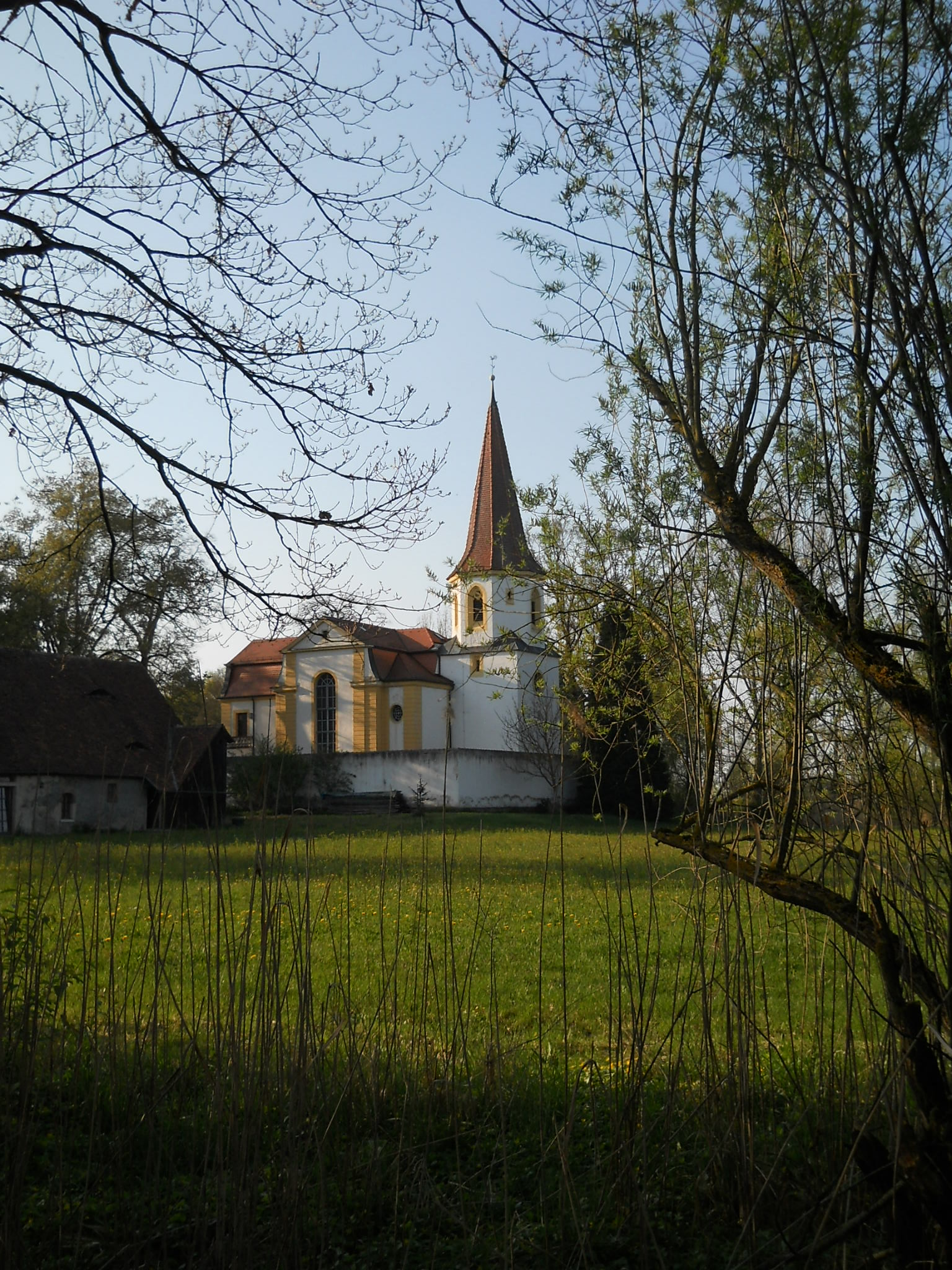
Die Kirche aus nordwestlicher Richtung

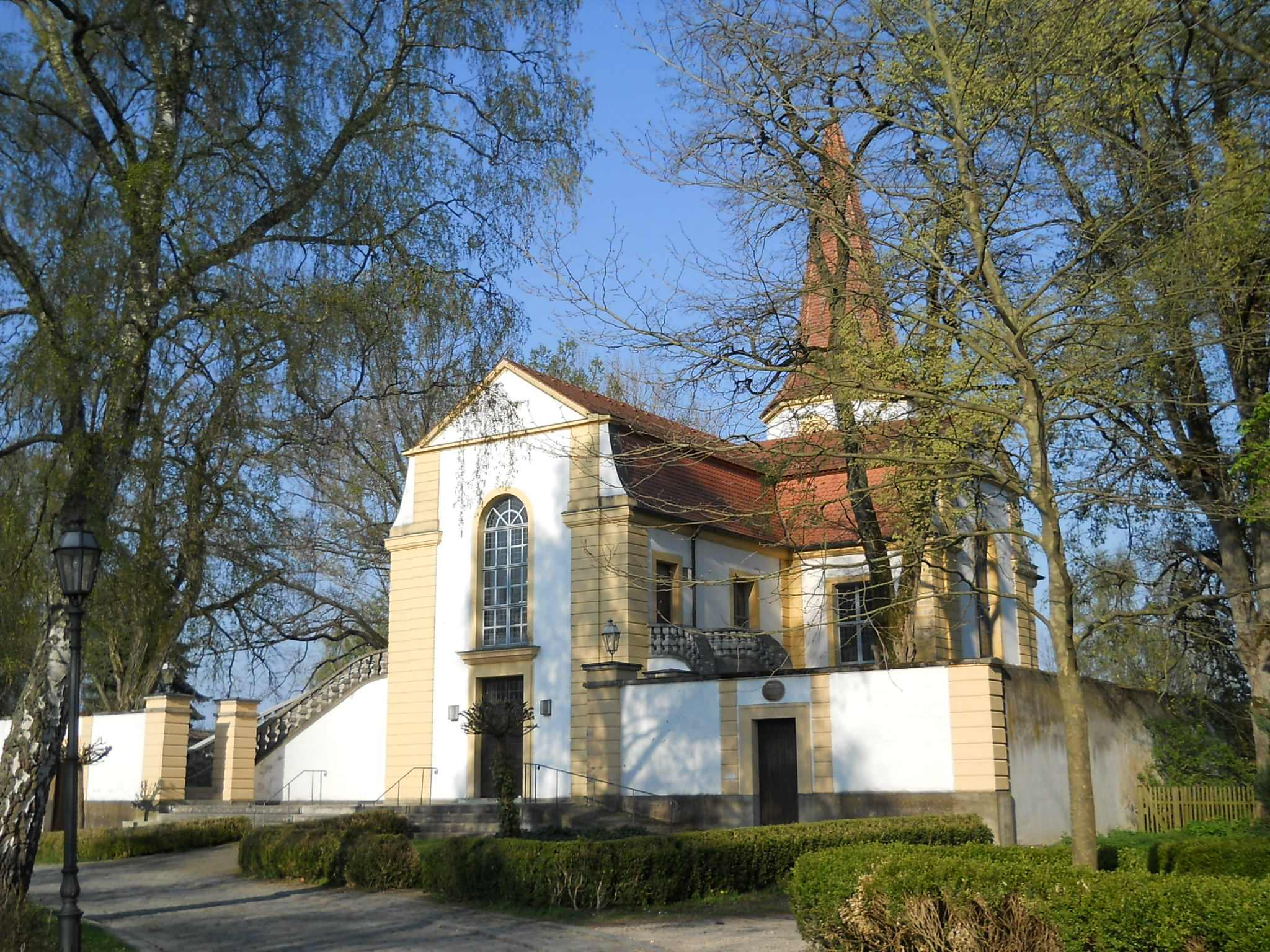
Westansicht

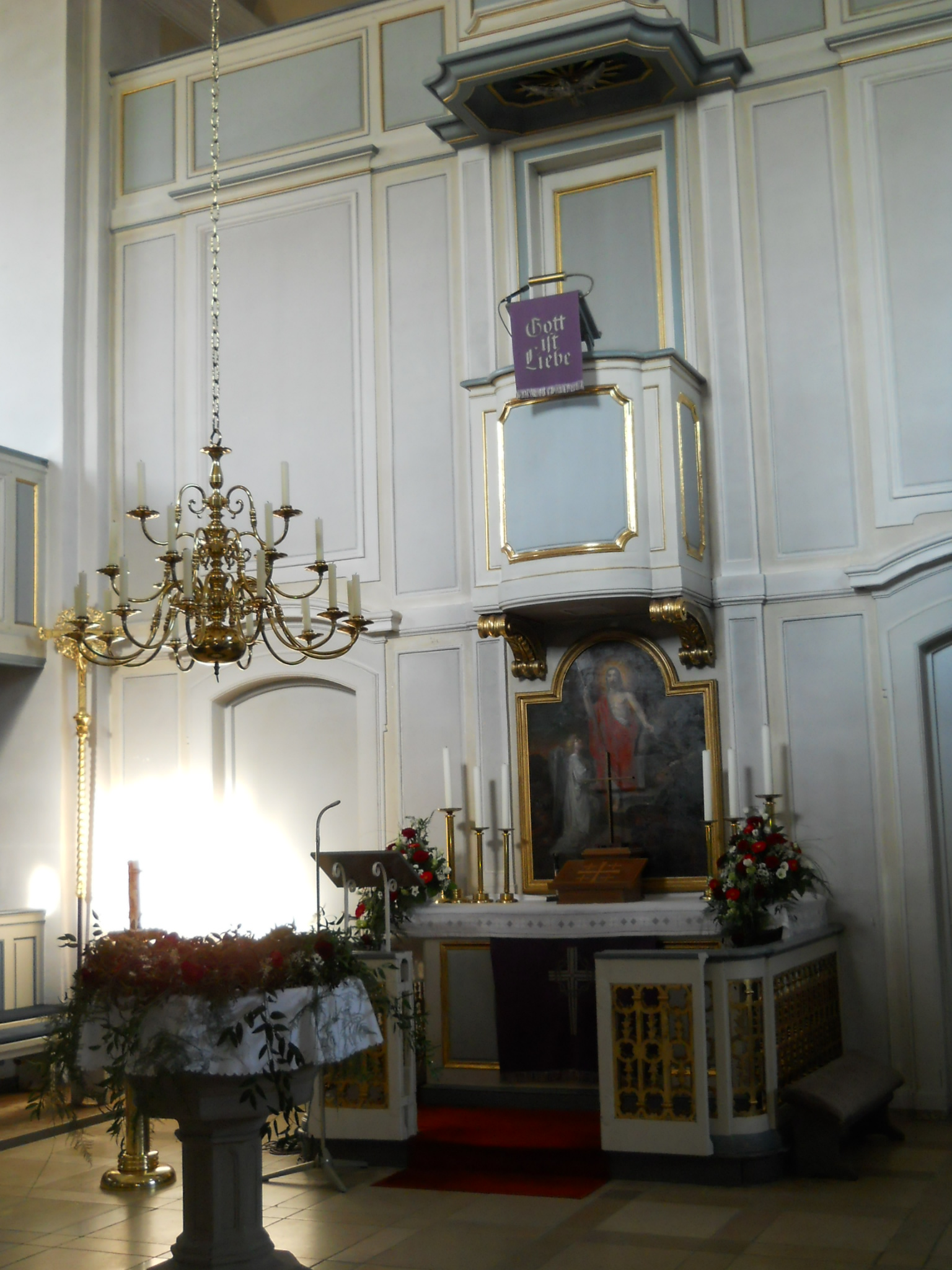
Kanzelaltar

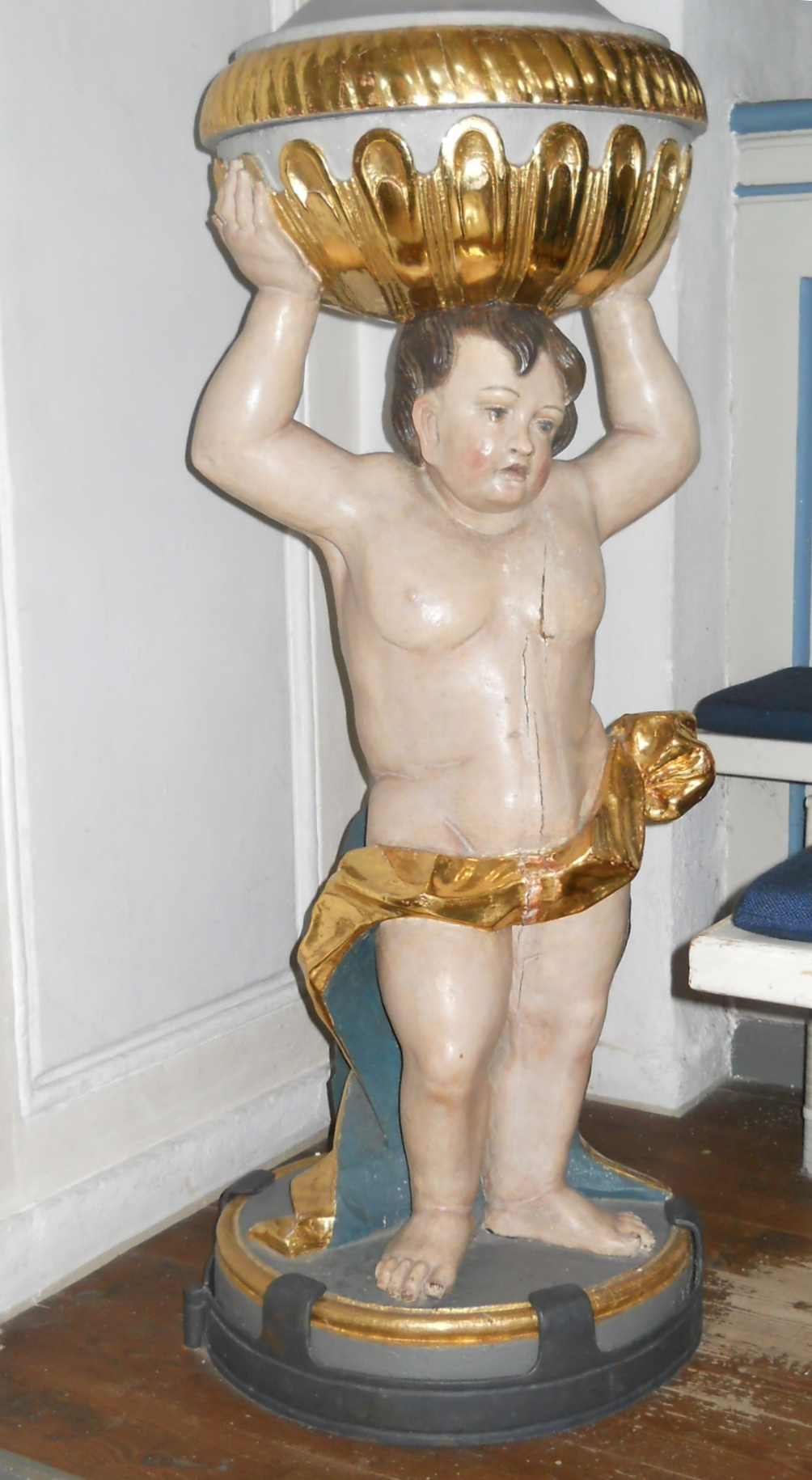
Taufbecken

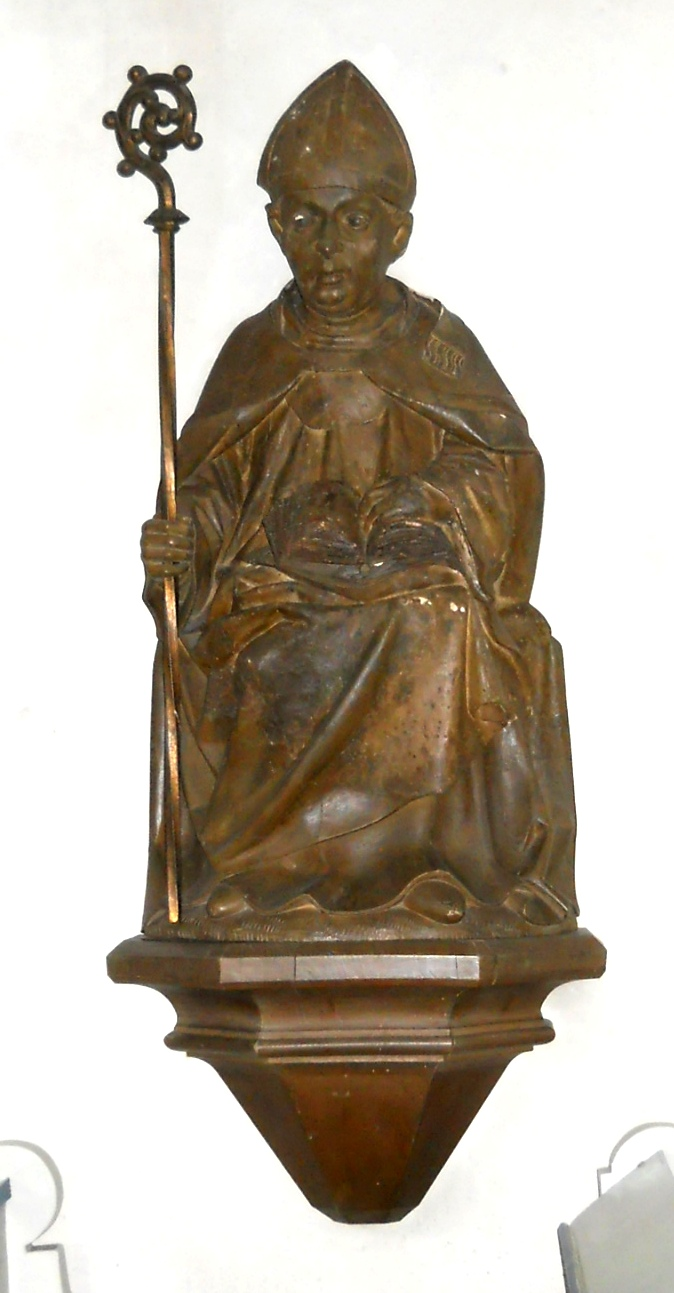
Sitzfigur eines heiligen Bischofs (Willibald?)

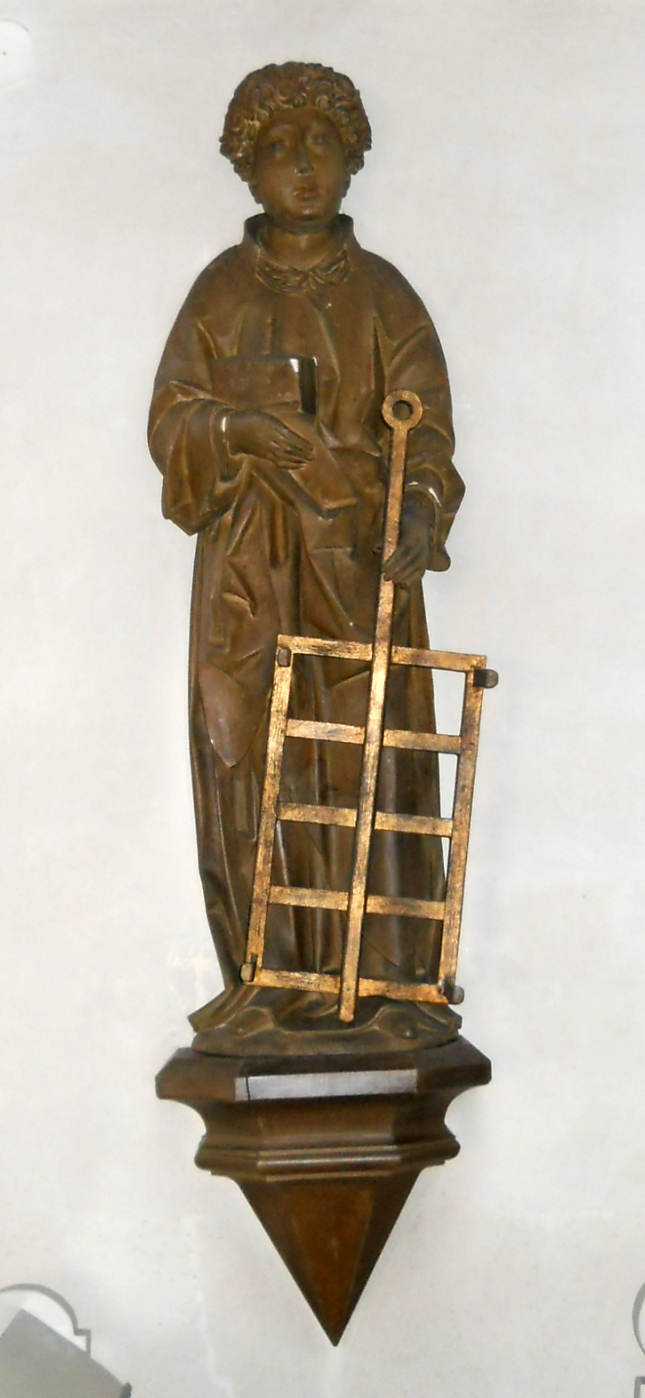
Figur des heiligen Laurentius

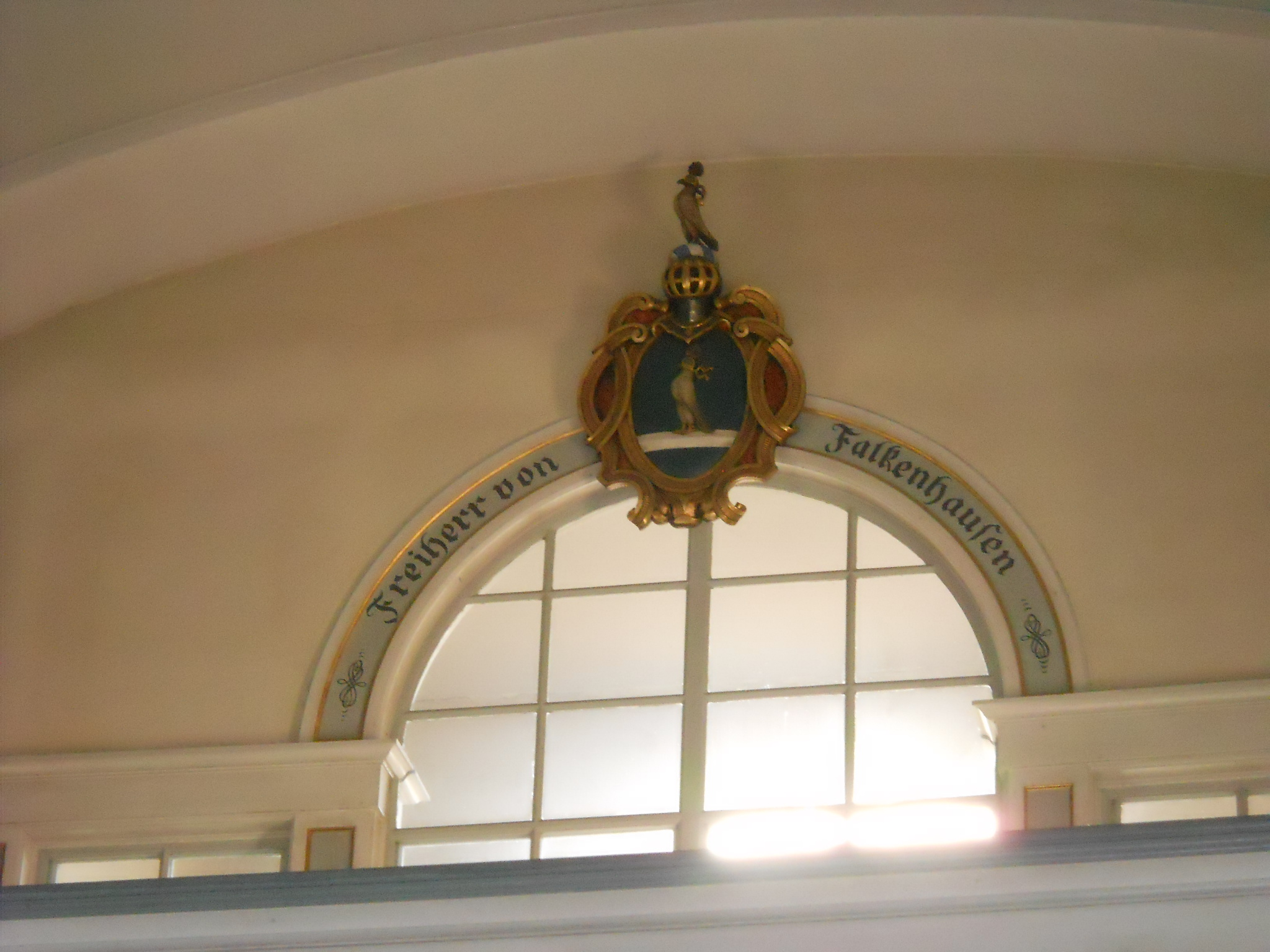
Wappen der Familie von Falkenhausen über der Herrschaftsloge

St. Martin und Ägidius ist eine evangelisch-lutherische Kirche im klassizistischen Markgrafenstil in Wald, einem Gemeindeteil von Gunzenhausen im mittelfränkischen Landkreis Weißenburg-Gunzenhausen (Bayern).

## Lage
Die Kirche steht im Nordosten am Ortsrand von Wald. Zu ihr gelangt man auf einer Stichstraße, die nach der Kirche bald endet. Das Kirchenareal ist von einer Mauer umgeben.

## Baugeschichte
1355 ist eine Burg erwähnt, die bis zu diesem Zeitpunkt im Besitz eines Erkinger Truchseß von Wahrberg als Lehen des Bischofs von Würzburg war. Aus einer zwei Jahre jüngeren Urkunde erfährt man, dass St. Michael zu Wald, wohl eine von den Herren von Spielberg neben der Wasserburg erbaute Kapelle, bis dahin Filiale der Pfarrei Gnotzheim war. Die Kapelle, ursprünglich erbaut in der Mitte des 8. Jahrhunderts als fränkische Missionskirche und um 1100 neu errichtet, wurde in der Spätgotik (15. Jahrhundert) erweitert bzw. als Kirche neu hochgezogen. Die Reformation wurde sehr früh, 1527/28, eingeführt; der letzte katholische Pfarrer Siegmund Peuerlein († 1543) war zugleich der erste evangelische Pfarrer und brachte 1533 die Brandenburgisch-Nürnbergische Kirchenordnung zur Geltung. Im Dreißigjährigen Krieg wurde diese Kirche zerstört.
Das heutige Gotteshaus verdankt man den kunstsinnigen Brüdern Johann Wilhelm und Carl Friedrich von Zocha; die Familie Zocha herrschte seit 1626 in Wald und war auch Inhaber des Patronatsrechtes. Unter Wiederverwendung des spätgotischen Turmes des Vorgängerbaues errichtete der markgräfliche Oberhofbaurat Carl Friedrich von Zocha (* 1683; † 1749) nach dem Abriss der alten Kirche nach eigenen Plänen 1722 bis 1724 eine neue Kirche, in seiner klassizistischen Einfachheit mit wenigen barocken Anklängen in der Ausstattung einen „höchst eigenwilligen Bau dieser Zeit“. Der Turm erhielt ein oktogonales Obergeschoss mit Spitzhelm. Mit dem Neubau wurde der Friedhof vor das Dorf verlegt.
In Nachfolge der Familie von Zocha, die mit Carl Friedrich ausstarb, stattete der „Wilde Markgraf“ Karl Friedrich Wilhelm von Brandenburg-Ansbach seinen nebenehlichen, neu geadelten Sohn Friedrich Carl Freiherr von Falkenhausen mit dem Lehensgut Wald aus; die neue Herrscherfamilie errichtete sich unter der Kirche eine – öffentlich nicht zugängliche – Familiengruft, die erstmals als solche im Oktober 1757 nach dem Tod der Stammmutter dieser Familie, der schönen Weberstochter Elisabeth Winkler aus Leidendorf, belegt wurde.
1928 wurde die Kirche, deren Dach und Decke baufällig geworden waren, um 7,5 m durch einen Anbau nach Westen verlängert, so dass die „alte“ Kirche von außen gesehen nahezu zum Querhaus wurde. Die Pläne lieferte der Architekt Buck in Nürnberg. Die neue Westfassade mit ihrem Dreiecksgiebel wurde der alten, frühklassizistischen Westfassade von 1722/24 angeglichen, eine Freitreppe führte und führt zum Portal.

## Baubeschreibung
Vor dem Anbau war die Kirche eine T-förmige Querhausanlage mit eingezogenem Ostturm, der in seinen Fundamenten auf die Kirche von 1100 zurückgeht. Vor den abgemauerten ehemaligen Chor (heute Sakristei) kam die neue Altarkanzelwand. Den quadratischen, 9,9 m hohen Mittelraum überspannte ein gratiges Kreuzgewölbe. Westlich, nördlich und südlich schließen sich durch Rundbogen abgetrennte tonnengewölbte Seitenarme mit Emporen an; die Treppen zu den Seitenemporen befinden sich seitlich in dem schmalen Zwischenbau zwischen dem Turm aus Hausteinquadern und dem Hauptbau, die Wendeltreppe zur Westempore stieg im südlichen Teil des alten, kurzen Westflügels empor. Heute führen unterschiedlich geschwungene und mit steinernen Balustraden versehene Freitreppen seitlich des neuen Anbaus von 1928 zu der verlängerten Mittelempore. Hinter dem hohen Rundbogenfenster über dem Portal befindet sich als Westempore die Herrschaftsloge. Über dem Fenster ist hier das Wappen der Familie von Falkenhausen, in Blau ein nach rechts schreitender Falke, aufgemalt.
Die Kirche hat Walmdächer und rustizierte Ecklisenen.

## Ausstattung
Altar, Kanzel und Orgel sind übereinander angeordnet; die Gemeinde soll sich auf die Predigt und die Kirchenmusik konzentrieren. Der schlichte Altar, umgeben von einem Speisgitter mit goldenen Schnitzwerkfüllungen, weist ein Altarblatt von 1792 auf, das den Auferstandenen zeigt, wie er den Jüngern erscheint. Die Kanzel mit einer Christusfigur als guter Hirte auf dem Schalldeckel ist wenig verziert, die Orgel in einer niedrigen, zurückgenommenen Empore weist an ihrem dreiteiligen Prospekt nur in geringem Maße Rocailledekor auf. 
Ein barocker Taufstein, getragen von einer gefassten Putte, steht abseits rechts vom Altar, da vor dem Altar 1904 ein neugotischer Taufstein platziert wurde.
Aus dem Vorgängerbau stammen zwei wohl abgelaugte, an den Westwänden der Seitenarme angebrachte Holzplastiken, die einen heiligen Bischof (vielleicht Willibald von Eichstätt) und den hl. Laurentius darstellen.

## Orgel
Die heutige Orgel baute 2002 die Fa. Plum in Marbach; sie ersetzte eine Oettingsche Steinmeyer-Orgel von 1909. Sie verfügt über 17 Register auf Schleifladen mit mechanischer Spiel- und Registertraktur und Wechselschleifen in den Manualwerken. Das Instrument besitzt folgende Disposition:
| I Manual C–  |        |
| Prinzipal    | 8′     |
| Gedackt      | 8′     |
| Gambe        | 8′     |
| Octave       | 4′     |
| Traversflöte | 4′     |
| Quinte       | 3′     |
| Octave       | 2′     |
| Terz         | 1 3⁄5′ |
| Mixtur       | 1 ⁄3′  |
| Oboe         | 8′     |

| II Manual C–  |                |
| Gedackt       | 8′             |
| Gambe         | 8′             |
| Bifara (ab c) | 8′ (Schwebung) |
| Traversflöte  | 4′             |
| Kleingedackt  | 4′             |
| Quinte        | 3′             |
| Flöte         | 2′             |
| Terz          | 1 3⁄5′         |
| Oboe          | 8′             |

| Pedal C–          |           |
| Subbass           | 16′       |
| Violoctav         | 8′        |
| Choralbass        | 4′ (Ext.) |
| Posaune           | 16′       |
| Trompete          | 8′ (Ext.) |
| Trompete (aus HW) | 8′        |

- Tremulant, Zimbelstern
- Kirnberger III-Stimmung

## Glocken
1937 besaß die Kirche zwei Glocken, eine um 1400 gegossen, die andere von 1418 (mit Relief der Kreuzigungsszene). Heute sind vier Glocken vorhanden.

## Sonstiges
- In die Kirchenmauer eingelassen ist eine Grabtafel des Preußischen Generalmajors Voit von Salzburg (bei Neustadt/Saale), der im Siebenjährigen Krieg als Grenadierhauptmann diente und im Amerikanischen Unabhängigkeitskrieg die markgräflichen, an England verkauften Regimenter anführte und am 14. Mai 1798 in Wald starb.[17]
- Aus der Walder Pfarrfamilie Bezzel stammte Dr. Hermann von Bezzel, * 1861, der 1891 Rektor der Diakonissenanstalt Neuendettelsau wurde und ab 1909 als Oberkonsistorialpräsident an der Spitze der Evangelisch-Lutherischen Landeskirche Bayern stand. Er wurde 1917 in Wald beigesetzt.[9]
- „An kirchlichen Gruppen gibt es bei uns den Posaunen- und Kirchenchor, den Seniorenkreis, den Frauenkreis, die Landjugend, den Flötenchor, die Mutter-Kind Gruppe, Kinderturnen mit Würmli sowie die Kindergottesdiensthelferinnen und über 50 ehrenamtlichen Mitarbeiterinnen und Mitarbeiter.“[5] Der Kindergarten der Pfarrei wurde um 1993 um eine zweite Gruppe erweitert.[18]

## Würdigung
„Unter den zahlreichen sehenswerten Kirchen Altmühlfrankens hebt sich das Gotteshaus in Wald schon allein durch seine äußere Form hervor.“ „Der Bau ist ein gutes Beispiel einer kargen, aber originellen Ausprägung der Kirchen im Stil der markgräflich-ansbachischen Predigtkirchen.“